# مسجد موسى الرضا
مسجد موسی‌ الرضا هو مسجد تاريخي يعود إلى عصر القاجاريون، ويقع في قزوين.